# Phyllobates aurotaenia
Phyllobates aurotaenia és una espècie d'amfibi de la família dels dendrobàtids i de l'ordre dels anurs.

## Morfologia
- Els mascles arriben a una longitud màxima de 32 mm i les femelles de 35.
- La pell del dors presenta berrugues, mentre que la del ventre i la de les extremitats és llisa.
- El primer dit és més llarg que el segon.[1]

## Distribució geogràfica
Es troba a Chocó (Colòmbia): conques dels rius Atrato i San Juan.

## Estat de conservació
Es troba en perill d'extinció perquè està perdent ràpidament el seu hàbitat natural.

## Vida en captivitat
És fàcil de criar en un viver de 80x40x40 cm a una temperatura de 30 °C durant el dia i, aproximadament, 18 °C durant la nit, i una humitat del 80-95%.